# Grnčar, Babušnica
Grnčar (izvirno srbsko Грнчар) je naselje v Srbiji, ki upravno spada pod Občino Babušnica; slednja pa je del Pirotskega upravnega okraja.

## Demografija
V naselju živi 154 polnoletnih prebivalcev, pri čemer je njihova povprečna starost 62,8 let (60,4 pri moških in 65,4 pri ženskah). Naselje ima 81 gospodinjstev, pri čemer je povprečno število članov na gospodinjstvo 1,96.
To naselje je, glede na rezultate popisa iz leta 2002, večinoma srbsko.
|  |

| Demografija | Demografija     | Demografija     |
| Leto        | Št. prebivalcev | Št. prebivalcev |
| ----------- | --------------- | --------------- |
|             |                 |                 |
|             |                 |                 |
|             |                 |                 |
|             |                 |                 |
| 1948        | 741             |                 |
| 1953        | 737             |                 |
| 1961        | 668             |                 |
| 1971        | 508             |                 |
| 1981        | 342             |                 |
| 1991        | 217             | 217             |
| 2002        | 159             | 159             |
|             |                 |                 |

| Etnična sestava po popisu iz leta 2002 | Etnična sestava po popisu iz leta 2002 | Etnična sestava po popisu iz leta 2002 | Etnična sestava po popisu iz leta 2002 | Etnična sestava po popisu iz leta 2002 |
| -------------------------------------- | -------------------------------------- | -------------------------------------- | -------------------------------------- | -------------------------------------- |
| Srbi                                   | Srbi                                   |                                        | 149                                    | 93,71%                                 |
| Romi                                   | Romi                                   |                                        | 10                                     | 6,28%                                  |
| Neznano                                | Neznano                                |                                        | 0                                      | 0,0%                                   |